# Slim Pickens

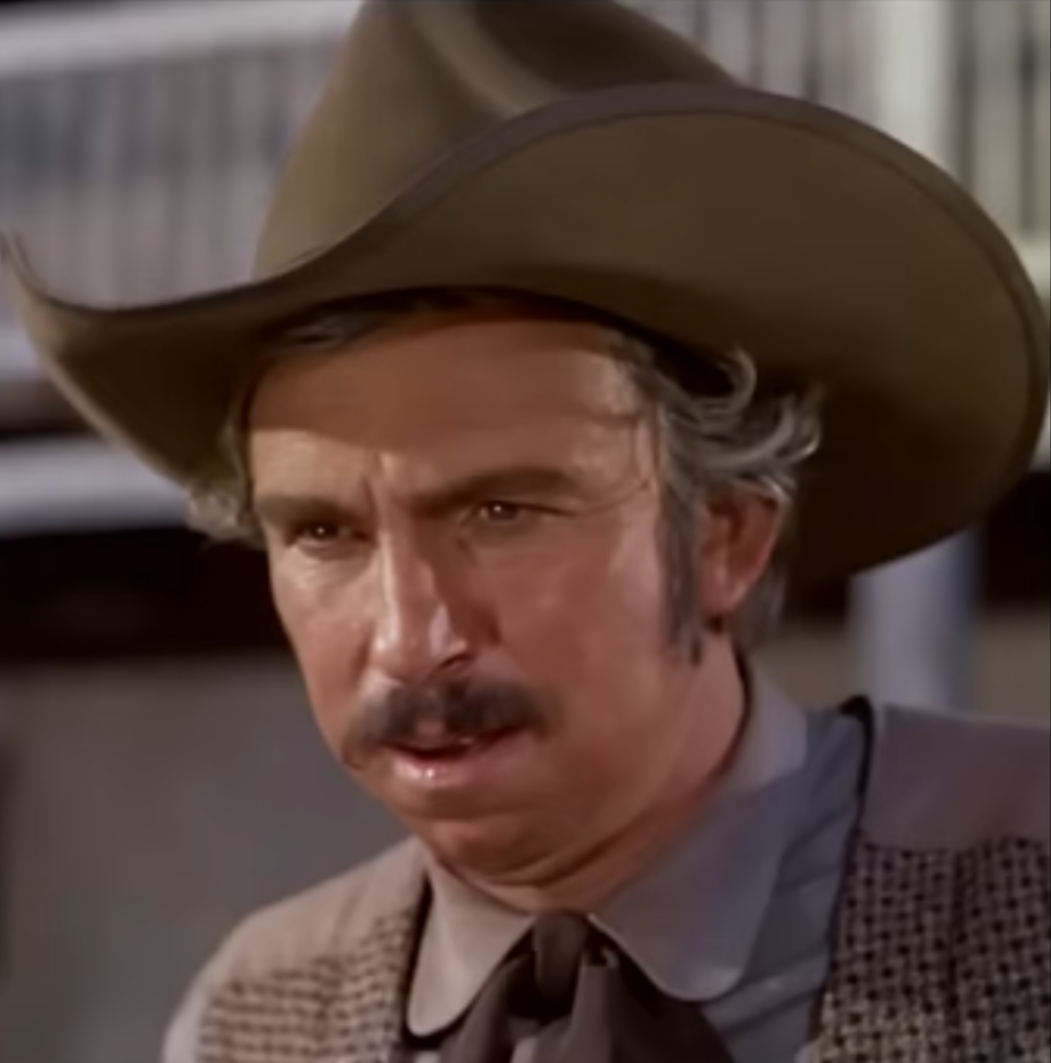
Slim Pickens 1961.

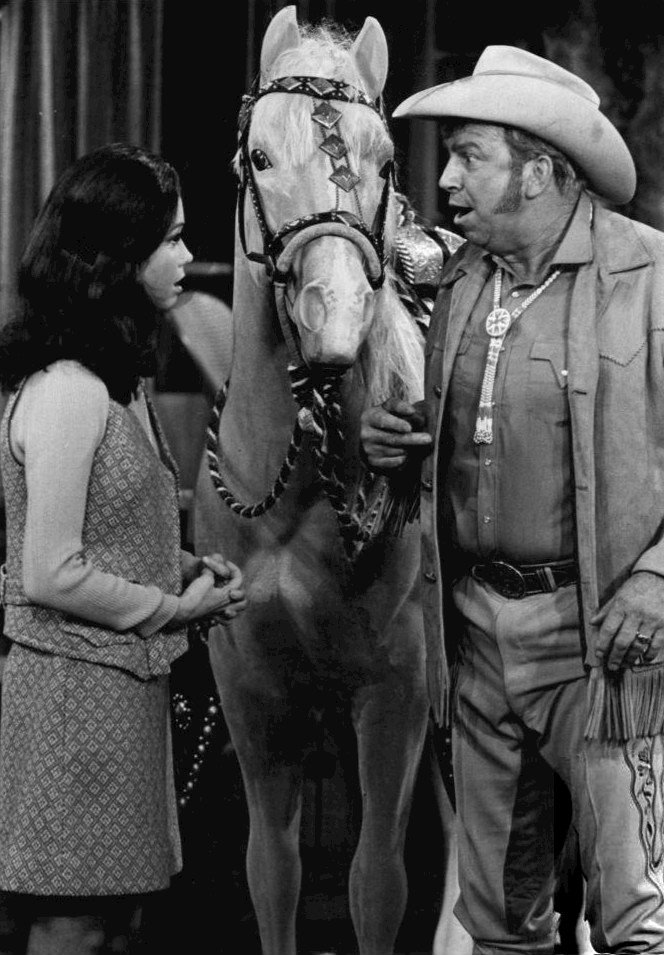
Slim Pickens medverkar i The Mary Tyler Moore Show 1971.

Slim Pickens, egentligen Louis Burton Lindley Jr, född 29 juni 1919 i Kingsburg, Kalifornien, död 8 december 1983 i Columbia i Tuolumne County, Kalifornien, var en amerikansk skådespelare och rodeoryttare.

## Biografi

### Uppväxt
Slim Pickens växte upp i San Joaquindalen i Kalifornien och började som tolvåring att rida rodeo. Det var då han fick sitt artistnamn. Trots sitt ursprung talade han med en grav sydstatsaccent vilket fick vissa att tro att Slim kom från Texas eller Oklahoma. Han var en "äkta" cowboy och fick senare spela många roller i westernfilmer.

### Karriär
1950, när Slim var 31, fick han sin första filmroll i De var alla tappra män (originaltitel Rocky Mountain) med Errol Flynn i huvudrollen. Efter det har Slim Pickens medverkat i många filmer varav flera i westernmiljö. En klassisk scen med honom som just cowboy är från filmen Dr. Strangelove när han rider på en atombomb i samma stil som en rodeoryttare.
Inspelningen av Dr. Strangelove skedde till vissa delar i England. När Pickens kom fram visade det sig att han inte hade något pass. Han hade nämligen aldrig varit utanför USA tidigare.
Pickens medverkade även i olika TV-serier, till exempel i Krutrök (originaltitel Gunsmoke) och i Familjen Macahan (originaltitel How the west was won) som Tap Henry.
Pickens och hans hustru Margaret fick tre barn. År 1983 avled han i sviterna av en hjärntumör.

## Filmografi i urval
- De var alla tappra män (Rocky Mountain), 1950
- Revansch (One-Eyed Jacks), 1961
- Dr. Strangelove eller: Hur jag slutade ängslas och lärde mig älska bomben (Dr. Strangelove or: How I Learned to Stop Worrying and Love the Bomb), 1964
- Balladen om Cable Hogue (The Ballad of Cable Hogue), 1970
- Pat Garrett och Billy the Kid (Pat Garrett and Billy the Kid), 1973
- Det våras för sheriffen (Blazing saddles), 1974
- Äppelknyckargänget, 1975
- Poseidons hemlighet, 1979
- Tom Horn, 1980

## Utmärkelser
- Invald i the Hall of Great Western Performers, National Cowboy and Western Heritage Museum (1982)
- Invald i Rodeo Hall of Fame, Rodeo Historical Society (1986)
- Invald i Pro Rodeo Hall of Fame, Rodeo Historical Society (2005)

## Citat
| ”      | After 'Dr. Strangelove', the roles, the dressing rooms, and the checks all started gettin' bigger. | „ |
| – IMDb | |   |